# 富士電視台週一晚間九點連續劇
富士電視台週一晚間九點連續劇（日语：フジテレビ月曜9時枠の連続ドラマ），簡稱「月九」（月9，ゲツク、ゲック），也就是日本富士電視台及其聯播網（FNS），於每星期一晚間9:00－9:54（日本時間）播出的電視連續劇系列。月九播出的連續劇以高收視率著稱，並成為富士電視台的戲劇招牌時段。

## 作品列表

### 1980年代

#### 1987年
- 4月6日 - 5月11日：物語主播也瘋狂（アナウンサーぷっつん物語）

出演：岸本加世子、神田正輝、麻生祐未、所喬治 等
劇本：畑嶺明
- 5月18日 - 7月27日：夜夜懊悔的男人（男が泣かない夜はない）

出演：三田村邦彦、伊藤一惠、加藤和子 等
劇本：木村智美
- 8月3日 - 9月21日：廣播電台也瘋狂（ラジオびんびん物語）

出演：田原俊彥、池上季實子、野村宏伸、小林聰美、萩原流行 等
劇本：矢島正雄
- 10月5日 - 11月9日：業界者去吧（ギョーカイ君が行く!）

出演：石橋貴明、木梨憲武、淺野溫子、梅宮辰夫 等
劇本：土屋斗記雄
- 11月16日 - 12月21日：荒野中的電視人（荒野のテレビマン）

出演：東山紀之、坂口良子、原田芳雄、植木等 等
劇本：扇澤延男

#### 1988年
- 1月4日 - 3月22日：猛龍笑將（君の瞳をタイホする!）

出演：陣內孝則、三上博史、柳葉敏郎、淺野裕子 等
劇本：橋本以蔵
- 4月4日 - 6月27日：老師也瘋狂（教師びんびん物語）

出演：田原俊彥、野村宏伸、紺野美沙子 等
劇本：矢島正雄
- 7月4日 - 9月19日：快點來玩吧！（あそびにおいでョ!）

出演：齊藤由貴、高杢禎彥、古村比呂、萬田久子、室井滋等
劇本：塩田千種
- 10月24日 - 12月19日：愛情打獵族（君が嘘をついた）

出演：三上博史、麻生祐未、工藤靜香 等
劇本：野島伸司

#### 1989年
- 1月16日 - 3月20日：愛上你的眼睛！（君の瞳に恋してる!）

出演：中山美穗、前田耕陽、菊池桃子、藤田朋子、大鶴義丹、吉田榮作、石田純一 等
劇本：伴一彦
- 4月3日 - 6月26日：老師也瘋狂2（教師びんびん物語2）

出演：田原俊彥、野村宏伸、麻生祐未、生田智子 等
劇本：矢島正雄
- 7月3日 - 9月25日：同班同學（同・級・生）

出演：安田成美、緒形直人、菊池桃子、石田純一、山口智子、中井美穗 等
原作：柴門文《同·級·生》
劇本：坂元裕二
- 10月16日 - 12月18日：戀愛總動員（愛しあってるかい!）

出演：陣內孝則、小泉今日子、柳葉敏郎、近藤敦、藤田朋子、田中律子、和久井映見 等
劇本：野島伸司

### 1990年代

#### 1990年
- 1月8日 - 3月19日：最愛是你（世界で一番君が好き!）

出演：淺野溫子、三上博史、工藤靜香、布施博、石野真子、 等
劇本：松原敏春
- 4月9日 - 6月25日：日本第一飛速男（日本一のカッ飛び男）

出演：田原俊彥、時任三郎、宮崎真澄、桐島可憐、多岐川裕美等
劇本：小林政廣
- 7月2日 - 9月24日：好想談戀愛（キモチいい恋したい!）

出演：安田成美、吉田榮作、田中美奈子、森尾由美、宇都宮隆、團優太、嶋大輔 等
劇本：中山乃莉子等
- 10月15日 - 12月17日：愛的迴旋曲（てきな片想い）

出演：中山美穗、柳葉敏郎、石黒賢、相原勇、豐田真帆等
劇本：野島伸司

#### 1991年
- 1月7日 - 3月18日：東京愛情故事（東京ラブストーリー）

出演：鈴木保奈美、織田裕二、江口洋介、有森也實、千堂秋保 等
原作：柴門文《東京愛情故事》
劇本：坂元裕二
- 4月8日 - 6月24日：校園威鳳（學校へ行こう）

出演：淺野裕子、布施博、高木美保、中居正廣、稻垣吾郎 等
劇本：遊川和彦
- 7月1日－9月16日：101次求婚（101回目のプロポーズ）

出演：淺野溫子、武田鐵矢、江口洋介、田中律子、石田百合子、淺田美代子、長谷川初範 等
劇本：野島伸司
- 10月7日 - 12月16日：戀愛的季節（逢いたい時にあなたはいない…）

出演：中山美穗、大鶴義丹、森脇健兒 等
劇本：伴一彦

#### 1992年
- 1月13日 - 3月23日：只有你看不見（あなただけ見えない）

出演：三上博史、小泉今日子、本木雅弘、相楽晴子、河相我聞、加藤禮子等
劇本：吉本昌弘
- 4月13日 - 6月29日：難得友情人（素顔のままで）

出演：安田成美、中森明菜、的場浩司、東幹久、鶴見辰吾、兒玉清 等
劇本：北川悅吏子
- 7月6日 - 9月28日：隔世情未了（日语：君のためにできること）

出演：吉田榮作、石田百合子、南野陽子、竹内力、一色紗英、森脇健兒 等
劇本：中園美保等
- 10月12日 - 12月21日：二十歲的約定

出演：牧瀨里穗、稻垣吾郎、筒井道隆、深津繪里、龍雷太 等
劇本：坂元裕二

#### 1993年
- 1月11日 - 3月22日：但願回到過去（あの日に帰りたい）

出演：菊池桃子、工藤靜香、保坂尚輝、別所哲也等
劇本：君塚良一
- 4月12日 - 6月28日：一個屋簷下（ひとつ屋根の下）

出演：江口洋介、福山雅治、酒井法子、石田壹成、大路惠美、山本耕史、內田有紀、村上里佳子 等
劇本：野島伸司
- 7月5日 - 9月20日：淘氣乖乖女（じゃじゃ馬ならし）

出演：中井貴一、觀月亞里沙、內田有紀、鶴田真由、石田壹成、武田真治、草刈正雄等
劇本：戸田山雅司、岡田惠和
- 10月11日－12月20日：愛情白皮書（あすなろ白書）

出演：石田光、筒井道隆、木村拓哉、鈴木杏樹、西島秀俊 等
原作：柴門文《愛情白皮書》
劇本：北川悅吏子

#### 1994年
- 1月10日－3月28日：愛沒有明天（この世の果て）

出演：鈴木保奈美、三上博史、櫻井幸子、豐川悦司 等
劇本：野島伸司
- 4月11日 - 6月27日：向上而行（上を向いて歩こう）

出演：西田光、館廣、石田百合子、高橋克典、友坂里惠、片岡鶴太郎、伊武雅刀 等
劇本：伴一彦
- 7月4日 - 9月19日：某年夏天（君といた夏）

出演：筒井道隆、石田壹成、瀨戶朝香、松下由樹、小澤真珠、大澤隆夫、內村光良 等
劇本：北川悅吏子
- 10月17日 - 12月19日：東京仙履奇緣（妹よ）

出演：和久井映見、唐澤寿明、岸谷五朗、鶴田真由 等
劇本：水橋文美江

#### 1995年
- 1月9日 - 3月20日：For You

出演：中山美穗、高嶋政伸、高橋克典、森口博子、香取慎吾等
劇本：中園美保
- 4月17日 - 6月26日：給我們愛吧（僕らに愛を!）

出演：江口洋介、鈴木杏樹、武田真治、渡邊慶、京野琴美等
劇本：西荻弓繪
- 7月3日 - 9月18日：他日再相逢（いつかまた逢える）

出演：福山雅治、櫻井幸子、今田耕司、大塚寧寧、椎名桔平等
劇本：水橋文美江
- 10月16日 - 12月18日：戀愛夢想家（まだ恋は始まらない）

出演：小泉今日子、中井貴一、坂井真紀、常盤貴子、竹野內豐、草彅剛 等
劇本：岡田惠和

#### 1996年
- 1月8日 - 3月18日：天使之愛（ピュア）

出演：和久井映見、堤真一、高橋克典、高岡早紀、篠原涼子、風吹俊 等
劇本：龍居由佳里、橋部敦子
- 4月15日 - 6月24日：長假（ロングバケーション）

出演：木村拓哉、山口智子、竹野内豐、松隆子、稻森泉、涼、森本治行、廣末涼子 等
劇本：北川悅吏子
- 7月1日 - 9月23日：請給我翅膀（翼をください!）

出演：內田有紀、反町隆史、水野美紀、真木藏人、矢田亞希子、佐藤浩市 等
劇本：坂元裕二、橋部敦子
- 10月14日 - 12月16日：美味關係（おいしい関係）

出演：中山美穗、唐澤壽明、宅麻伸、草彅剛、飯島直子 等
原作：慎村怜《美味關係》
劇本：坂元裕二、橋部敦子

#### 1997年
- 1月6日 - 3月17日：處女之路（バージンロード）

出演：和久井映見、反町隆史、寶生舞、北原雅樹、寺脇康文、武田鐵矢 等
劇本：龍居由佳里
- 4月14日 - 6月30日：一個屋簷下2（ひとつ屋根の下2）

出演：江口洋介、福山雅治、酒井法子、石田壹成、大路惠美、山本耕史、松隆子、森田剛、安達祐實
劇本：野島伸司
- 7月7日 - 9月22日：海灘男孩（ビーチボーイズ）

出演：反町隆史、竹野內豐、稻森泉、廣末涼子、Mike真木
劇本：岡田惠和
- 10月13日 - 12月22日：戀愛世代（ラブジェネレーション）

出演：木村拓哉、松隆子、內野聖陽、純名里沙、藤原紀香、平田滿
劇本：淺野妙子、尾崎將也

#### 1998年
- 1月12日 - 3月23日：Days

出演：長瀨智也、菅野美穗、中谷美紀、金子賢、小橋賢兒 等
劇本：大石靜
- 4月13日 - 6月29日：Brothers（ブラザーズ）

出演：中居正廣、木村佳乃、岸谷五朗、今井翼、明石亮太朗、原田芳雄、今井惠理、岡村隆史 等
劇本：橋部敦子、金子亞里沙
- 7月6日－9月21日：獵男高手（ボーイハント）

出演：觀月亞里沙、瀨戶朝香、石田壹成、酒井美紀、華原朋美、川岡大次郎、佐藤仁美、真田麻垂美、伊藤英明、中村龍 等
劇本：水橋文美江
- 10月12日－12月21日：陣平（じんべえ）

出演：田村正和、松隆子、草彅剛、高島禮子、森本治行 等
原作：安達充《陣平》
劇本：吉田紀子

#### 1999年
- 1月4日 - 3月22日：三十拉警報（Over Time-オーバー・タイム）

出演：反町隆史]]、江角真紀子、木村佳乃、石田百合子、加藤晴彥、伊藤英明、西田尚美 等
劇本：北川悅吏子
- 4月12日 - 6月28日：唇膏（リップスティック）

出演：三上博史、廣末涼子、池脇千鶴石田壹成、中村愛美、伊藤步、窪塚洋介等
劇本：野島伸司
- 7月5日 - 9月20日： 無瑕的愛（パーフェクトラブ!）

出演：福山雅治、木村佳乃、中山裕介、武田鐵矢 等
劇本：淺野妙子
- 10月11日 - 12月20日：冰的世界（氷の世界）

出演：竹野內豐、松嶋菜菜子、內田有紀、及川光博、仲村亨 等
劇本：野澤尚

### 2000年代

#### 2000年
- 1月10日 - 3月20日：二千年之戀（二千年の恋）

出演：中山美穗、金城武、宮澤和史、仲間由紀惠、東幹久等
劇本：藤本有紀、大森美香、淺野妙子、[尾崎將也
- 4月10日 - 6月26日：天氣預報的戀人（天気予報の恋人）

出演：佐藤浩市、稻森泉、深津繪里、矢部浩之、米倉涼子、渡邊一惠、原田美枝子等
劇本：岡田惠和
- 7月3日 - 9月18日：浪漫巴士站（バスストップ）

出演：飯島直子、內村光良、國分太一、內山理名、吉澤悠、柳葉敏郎 等
劇本：泉吉纊
- 10月9日 - 12月18日：大和拜金女（やまとなでしこ）

出演：松嶋菜菜子、堤真一、西村雅彦、矢田亞希子、筧利夫、須藤理彩、東幹久 等
劇本：中園美保

#### 2001年
- 1月8日 - 3月19日：HERO（HERO）

出演：木村拓哉、松隆子、大塚寧寧、阿部寛、勝村政信、小日向文世、八嶋智人、角野卓造、兒玉清 等
劇本：大竹研、福田靖、秦建日子、田邊滿
- 4月9日 - 6月25日：愛情革命（ラブ・レボリューション）

出演：江角真紀子、米倉涼子、藤木直人、押尾學、山本圭壹、酒井美紀、西岡德馬等
劇本：藤本有紀
- 7月2日 - 9月10日：奉子成婚（できちゃった結婚）

出演：竹野內豐、廣末涼子、石田百合子、阿部寛、片瀬那奈、妻夫木聰、澤村一樹、千葉真一 等
劇本：吉田紀子、山田珠美
- 10月8日 - 12月17日：西洋骨董洋果子店（アンティーク 〜西洋骨董洋菓子店〜）

出演：瀧澤秀明、椎名桔平、藤木直人、小雪、阿部寛 等
原作：吉永史《西洋骨董洋菓子店》
劇本：岡田惠和

#### 2002年
- 1月7日 - 3月18日：超級奶爸（人にやさしく）

出演：香取慎吾、松岡充、加藤浩次、須賀健太、星野真里、小西真奈美、陣內孝則 等
劇本：鈴木修、泉吉纊
- 4月15日－6月24日：從天而降億萬顆星星（空から降る一億の星）

出演：明石家秋刀魚、木村拓哉、深津繪里、柴崎幸、井川遙、森下愛子等
劇本：北川悅吏子
- 7月1日 - 9月16日：午餐女王（ランチの女王）

出演：竹內結子、江口洋介、妻夫木聰、伊東美咲、山下智久、山田孝之、若林豪、堤真一 等
劇本：大森美香
- 10月7日 - 12月16日：遠離家園（ホーム&アウェイ）

出演：中山美穗、西田尚美、酒井若菜、小泉孝太郎 等
劇本：君塚良一

#### 2003年
- 1月6日 - 3月17日：愛相隨（いつもふたりで）

出演：松隆子、坂口憲二、柏原崇、葛山信吾、長谷川京子、西村雅彥、黑澤年雄 等
劇本：相澤友子
- 4月14日 - 6月30日：東京愛情電影（東京ラブ・シネマ）

出演：江口洋介、財前直見、宮迫博之、伊東美咲、竹中直人等
劇本：藤本有紀、高橋美幸
- 7月7日 - 9月15日：我的蹺佳人（僕だけのマドンナ）

出演：瀧澤秀明、長谷川京子、緒形直人、小西真奈美、島谷瞳等
劇本：岡田惠和
- 10月6日 - 12月15日：我們都是新鮮人（ビギナー）

出演：Mimura、小田切讓、堤真一、松雪泰子、奧菜惠、我修院達也、橫山惠、北村總一朗等
劇本：水橋文美江

#### 2004年
- 1月12日 - 3月22日：冰上悍將（プライド）

出演：木村拓哉、竹內結子、坂口憲二、中越典子、市川染五郎、石田百合子、佐藤浩市 等
劇本：野島伸司
- 4月19日 - 6月28日：讓愛看得見（愛し君へ）

出演：菅野美穗、藤木直人、伊東美咲、玉木宏、森山未來、八千草薰、泉谷茂、時任三郎 等
原作：佐田雅志《解夏》
劇本：坂元裕二
- 7月5日 - 9月13日：東京灣景（東京湾景）

出演：仲間由紀惠、和田聰宏、佐藤隆太、速水直道、佐藤江梨子、中村俊介、哀川翔、夏八木勳、石坂浩二 等
原作：吉田修一《東京灣景》
劇本：原夏美 等
- 10月11日 - 12月20日：愛在聖誕節（ラストクリスマス）

出演：織田裕二、矢田亞希子、玉木宏、森山未來、片瀨那奈、田丸麻紀、涼、櫻井幸子、伊原剛志、加賀雅子、[[兒玉清 等
劇本：坂元裕二

#### 2005年
- 1月17日 - 3月28日：不愉快的基因（不機嫌なジーン）

出演：竹內結子、內野聖陽、黃川田將也、平山廣行、山田優、岡田義德、小田切讓、小林聰美、陣內孝則、伊東四朗等
劇本：大森美香
- 4月18日 - 6月27日：飆風引擎（エンジン）

出演：木村拓哉、小雪、原田芳雄、松下由樹、堺雅人、高島禮子、上野樹里、戶田惠梨香 等
劇本：井上由美子
- 7月4日 - 9月12日： 愛情慢舞（スローダンス）

出演：妻夫木聰、深津繪里、廣末涼子、小泉孝太郎、小林麻央、田中圭、西野亮廣、藤木直人 等
劇本：衛藤凛
- 10月17日 - 12月19日：危險傻大姊（危険なアネキ）

出演：伊東美咲、森山未來、釋由美子、榮倉奈奈、平岡祐太、佐藤二朗、高嶋政伸 等
劇本：金子茂樹等

#### 2006年
- 1月9日 - 3月20日：西遊記（西遊記）

出演：香取慎吾、深津繪里、內村光良、伊藤淳史、水川麻美、大倉孝二 等
劇本：坂元裕二
- 4月17日 - 6月26日：主播台女王（トップキャスター）

出演：天海祐希、矢田亞希子、玉木宏、谷原章介、松下奈緒、松田翔太、田丸麻紀、須藤理彩、矢島健一、生瀨勝久、兒玉清 等
劇本：坂元裕二
- 7月10日 - 9月18日：戀愛維他命（サプリ）

出演：伊東美咲、龜梨和也（KAT-TUN）、瑛太、白石美帆、志田未來、涼、佐藤浩市 等
原作：岡崎真里《戀愛維他命》
劇本：金子亞里沙
- 10月16日 - 12月25日：交響情人夢（のだめカンタービレ）

出演：上野樹里、玉木宏、瑛太、水川麻美、小出惠介、福士誠治、向井理、橋爪遼、木村了、上原美佐、白石美帆、豐原功輔、西村雅彥、伊武雅刀、竹中直人 等
原作：二之宮知子《交響情人夢》
劇本：衛藤凛

#### 2007年
- 1月8日 - 3月19日：東京鐵塔 ～老媽和我，有時還有老爸～（東京タワー 〜オカンとボクと、時々、オトン〜）

出演：速水直道、香椎由宇、平岡祐太、柄本佑、陳柏霖、高岡蒼甫、石黑賢、泉谷茂、倍賞美津子 等
原作：中川雅也《東京鐵塔 ～老媽和我，有時還有老爸～》
劇本：大島里美
- 4月16日 - 6月25日：求婚大作戰（プロポーズ大作戦）

出演：山下智久、長澤雅美、藤木直人、榮倉奈奈、平岡祐太、濱田岳、三上博史 等
劇本：金子茂樹
- 7月9日 - 9月17日：

出演： 井上真央、伊藤英明、平岡祐太、酒井若菜、蕨野友也、劇團一人、阿部貞夫、松雪泰子、夏木麻里、竹中直人 等
劇本：井上由美子
- 10月15日 - 12月17日：破案天才伽利略（ガリレオ）

出演：福山雅治、柴咲幸、北村一輝、品川祐、渡邊一惠、林剛史、福井博章、伊藤隆大、高山都、葵、真矢美季等
原作：東野圭吾《偵探伽利略》、《預知夢》
劇本：福田靖

#### 2008年
- 1月14日 - 3月24日：沒有玫瑰的花店（薔薇のない花屋）

出演：香取慎吾、竹內結子、釋由美子、松田翔太、寺島進、三浦友和、池內淳子 等
劇本：野島伸司
- 5月12日 - 7月14日：CHANGE（CHANGE）

出演：木村拓哉、深津繪里、阿部寬、加藤羅莎、中村敦夫、神山繁、富司純子、寺尾聰 等
劇本：福田靖
- 7月21日 - 9月22日：太陽與海的教室（太陽と海の教室）

出演：織田裕二、北川景子、岡田將生、北乃紀伊、山本裕典、谷村美月、吉高由里子、濱田岳、富浦智嗣、鍵本輝、八嶋智人、戶田惠子、小日向文世 等
劇本：坂元裕二
- 10月20日 - 12月22日：Innocent Love（イノセント・ラヴ）

出演：堀北真希、北川悠仁、香椎由宇、福士誠治、成宮寬貴、內田有紀、豐原功補等
劇本：淺野妙子

#### 2009年
- 1月12日－3月23日：Voice～來自亡者的聲音（ヴォイス〜命なき者の声〜）

出演：瑛太、生田斗真、石原里美、佐藤智仁、遠藤雄彌、泉谷茂、矢田亞希子、時任三郎 等
劇本：金子茂樹
- 4月20日 - 6月29日：結婚萬歲（婚カツ!）

出演：中居正廣、上戶彩、佐藤隆太、釋由美子、谷原章介、上田龍也、涼、小日向文世、風吹純、橋爪功 等
劇本：龍居由佳里
- 7月13日 - 9月21日：零秒出手（ブザー・ビート〜崖っぷちのヒーロー〜）

出演：山下智久、北川景子、相武紗季、貫地谷詩穗梨、溝端淳平、金子統昭、永井大、伊藤英明、真矢美季 等
劇本：大森美香
- 10月19日 - 12月21日：東京DOGS（東京DOGS）

出演：小栗旬、水嶋宏、吉高由里子、勝地涼、東幹久、志賀廣太郎、川口春奈、吉村卓也、友坂理惠、田中好子、大塚寧寧、三浦友和 等
劇本：福田雄一

### 2010年代

#### 2010年
- 1月11日 - 3月22日：空中急診英雄 第2季（コード・ブルー -ドクターヘリ緊急救命- 2nd season）

出演：山下智久、新垣結衣、戶田惠梨香、比嘉愛未、淺利陽介、涼、寺島進、勝村政信、杉本哲太、椎名桔平、兒玉清 等
劇本：林宏司
- 5月10日 - 7月5日：月之戀人～Moon Lovers～（月の恋人〜Moon Lovers〜）

出演：木村拓哉、篠原涼子、林志玲、松田翔太、北川景子 等
劇本：淺野妙子、池上純哉
- 7月19日 - 9月20日：彩虹閃耀夏之戀（夏の恋は虹色に輝く）

出演：松本潤（嵐）、竹內結子、澤村一樹、笠原秀幸、永山絢斗、桐谷美玲、松重豐、伊東四朗、松坂慶子等
劇本：大森美香
- 10月18日 - 12月20日：流星（流れ星）

出演：竹野內豐、上戶彩、松田翔太、北乃紀伊、川口春奈、桐山照史、大東俊介、中川真吾、金智順、北川弘美、杉本哲太、原田美枝子、稻垣吾郎 等
劇本：臼田素子、秋山龍平
劇本監修：伴一彥

#### 2011年
- 1月17日 - 3月28日：教我愛的一切（大切なことはすべて君が教えてくれた）

出演：戶田惠梨香、三浦春馬、武井咲、篠田麻里子、永山絢斗、廣瀨愛麗絲、內田有紀、西村雅彥、伊藤沙莉 等
劇本：安達奈緒子
- 4月18日 - 6月27日：得到幸福吧（幸せになろうよ）

出演：香取慎吾、黑木美沙、藤木直人、綾部祐二 等
劇本：井上由美子
- 7月11日 - 9月19日：全開女孩（全開ガール）

出演：新垣結衣、錦戶亮（關西傑尼斯8）、平山浩行、蓮佛美沙子、藥師丸博子 等
劇本：吉田智子
- 10月17日 - 12月19日：我無法戀愛的理由（私が恋愛できない理由）

出演：香里奈、吉高由里子、大島優子、田中圭、倉科佳奈、中尾明慶、加賀美聖羅、中村龍、勝村政信、萩原聖人、稻森泉 等
劇本：山崎宇子、坂口理子

#### 2012年
- 1月16日 - 3月19日：Lucky Seven（ラッキーセブン）

出演：松本潤（嵐）、瑛太、大泉洋、仲里依紗、角野卓造、入來茉里、松嶋菜菜子 等
劇本：早船歌江子、野木亞紀子
- 4月16日 - 6月25日：上鎖的房間（鍵のかかった部屋）

出演：大野智（嵐）、戶田惠梨香、佐藤浩市、能年玲奈 等
原作：貴志祐介《玻璃之鎚》、《鬼火之家》、《上鎖的房間》
劇本：相澤友子
- 7月9日 - 9月17日：RICH MAN, POOR WOMAN（リッチマン、プアウーマン）

出演：小栗旬、石原里美、相武紗季、井浦新 等
劇本：安達奈緒子
- 10月22日 - 12月24日：PRICELESS～有才怪，這樣的東西～（PRICELESS〜あるわけねぇだろ、んなもん!〜）

出演：木村拓哉、中井貴一、香里奈、藤谷太輔（Kis-My-Ft2）、藤木直人、前田旺志郎、田中奏生、小嶋陽菜 等
劇本：古家和尚

#### 2013年
- 1月14日 - 3月25日：古書堂事件手帖（ビブリア古書堂の事件手帖）

出演：剛力彩芽 等
原作：三上延《古書堂事件手帖》
劇本：相澤友子
- 4月15日 - 6月24日：神探伽利略2（ガリレオ）

出演：福山雅治、吉高由里子 等
原作：東野圭吾《伽利略的苦惱》《聖女的救濟》《虚像的小丑》《禁斷的魔術》
劇本：福田靖
- 7月8日 - 9月16日：SUMMER NUDE

出演：山下智久、香里奈、戶田惠梨香 等
劇本：金子茂樹
- 10月14日 - 12月23日：海上診療所（海の上の診療所）

出演：松田翔太、武井咲 等
劇本：德永友一

#### 2014年
- 1月13日 - 3月24日：失戀巧克力職人（失恋ショコラティエ）

出演：松本潤（嵐）、石原里美、水川麻美、溝端淳平等
原作：水城雪可奈《失戀職人》
劇本：安達奈緒子
- 4月14日 - 6月23日：極惡頑暴（極悪がんぼ）

出演：尾野真千子、小林薰、椎名桔平、三浦友和 等
原作：田島隆作、東風孝廣畫《極惡頑暴》
劇本：泉吉紘
- 7月14日 - 9月22日：HERO 2

出演：木村拓哉、北川景子、松重豐、杉本哲太、濱田岳 等
劇本：福田靖
- 10月13日 - 12月22日：信長協奏曲（信長協奏曲）

出演：小栗旬、柴崎幸、山田孝之、向井理、藤木直人 等
原作：石井步美《信長協奏曲》
劇本：西田征史

#### 2015年
- 1月19日 - 3月23日：約會～戀愛為何物～（デート〜恋とはどんなものかしら〜）

主演：杏
劇本：古澤良太
- 4月13日 - 6月15日：歡迎來我家（ようこそ、わが家へ）

主演：相葉雅紀（嵐）、澤尻英龍華、有村架純、南果步、寺尾聰
原作：池井戶潤
劇本：黑岩勉
- 7月20日 - 9月14日：戀仲（恋仲）

主演：福士蒼汰
劇本：桑村さや香
- 10月12日 - 12月14日：朝5晚9～愛上我的和尚～（5→9〜私に恋したお坊さん〜）

主演：石原里美、山下智久
原作：相原實貴《朝5晚9》
劇本：小山正太

#### 2016年
- 1月18日 - 3月21日：追憶潸然（いつかこの恋を思い出してきっと泣いてしまう）

主演：有村架純、高良健吾
劇本：坂元裕二
- 4月11日 - 6月13日：Love Song（ラヴソング）

主演：福山雅治
劇本：倉光泰子
- 7月11日 - 9月19日：有喜歡的人（好きな人がいること）

主演：桐谷美玲
劇本：桑村さや香
- 10月17日－12月19日：該隱與亞伯（カインとアベル）

主演：山田涼介（Hey! Say! JUMP）
劇本：阿相クミコ

#### 2017年
- 1月23日 - 3月20日：不好意思，我們明天要結婚（突然ですが、明日結婚します）

主演：西內瑪麗亞、山村隆太
原作：宮園和泉《不好意思，我們明天要結婚》
劇本：山室有紀子、倉光泰子
- 4月17日 - 6月26日：貴族偵探（貴族探偵）

主演：相葉雅紀（嵐）
原作：麻耶雄嵩《貴族偵探》《貴族偵探對女偵探》
劇本：黑岩勉
- 7月17日 - 9月18日：空中急診英雄 第3季（コード・ブルー -ドクターヘリ緊急救命- 3rd season）

主演：山下智久
劇本：安達奈緒子
- 10月23日 - 12月25日：民眾之敵～在這世上，不是很奇怪嗎！？～（民衆の敵〜世の中、おかしくないですか!?〜）

主演：篠原涼子
劇本：黑澤久子

#### 2018年
- 1月15日 - 3月19日：海月姬（海月姫）

主演：芳根京子
原作：東村明子《海月姬》
劇本：德永友一
- 4月9日 - 6月11日：行骗天下JP（コンフィデンスマンJP）

主演：長澤雅美
劇本：古澤良太
- 7月9日 - 9月10日：絕對零度～未然犯罪潛入搜查～（絶対零度～未然犯罪潜入捜査～）

主演：澤村一樹
劇本：濱田秀哉
- 10月8日 - 12月17日：SUITS（SUITS/スーツ）

主演：織田裕二
原作：艾倫·科爾仕《金装律师》
劇本：池上純哉

#### 2019年
- 1月7日 - 3月18日：追緝線索～科搜研之男～（トレース～科捜研の男～）

主演：錦戶亮（關西傑尼斯8）
原作：古賀慶《追緝線索：科搜研法醫研究員的追想》
劇本：相澤友子
- 4月8日 - 6月17日：X光室的奇蹟～放射科的診斷報告～（ラジエーションハウス～放射線科の診断レポート～）

主演：窪田正孝
原作：橫幕智裕、森泰士《X光室的奇蹟》
劇本：大北遙
- 7月8日 - 9月23日：監察醫 朝顏（監察医 朝顔）

主演：上野樹里
原作：香川正人、木村直巳《監察醫 朝顏》
劇本：根本非翟
- 10月7日 - 12月16日：夏洛克：未敘之章（シャーロック）

主演：藤岡靛
原作：亞瑟·柯南·道爾《福爾摩斯探案》
劇本：井上由美子

### 2020年代

#### 2020年
- 1月6日 - 3月16日：絕對零度～未然犯罪潛入搜查～2（絶対零度～未然犯罪潜入捜査～）

主演：澤村一樹
劇本：濱田秀哉
- 4月13日 - 4月20日，7月27日 - 10月19日：SUITS 2（SUITS/スーツ 2）

主演：織田裕二
原作：艾倫·科爾仕《金装律师》
劇本：小峯裕之
- 11月2日 - 2021年3月29日：監察醫 朝顏2（監察医 朝顔2）

原作：香川正人、木村直巳《監察醫 朝顏》
主演：上野樹里
劇本：根本非翟

#### 2021年
- 4月5日 - 6月14日：第一刑事部的烏鴉（イチケイのカラス）

原作：淺見理都
主演：竹野内豊
劇本：浜田秀哉
- 6月21日 - 9月13日：Night Doctor（ナイト・ドクター）

主演：波瑠
劇本：大北遙
- 10月4日 - 12月13日：X光室的奇蹟II～放射科的診斷報告～（ラジエーションハウスII〜放射線科の診断レポート〜）

原作：橫幕智裕《X光室的奇蹟》
主演：窪田正孝
劇本：大北遥

#### 2022年
- 1月10日－3月28日：勿說是推理（ミステリと言う勿れ）

原作：田村由美
主演：菅田將暉
劇本：相澤友子
- 4月11日 - 6月20日：前男友的遺書（元彼の遺言状）

原作：新川帆立
主演：綾瀨遙
劇本：杉原憲明
- 7月11日 - 9月19日：競爭的維護者（競争の番人）

原作：新川帆立
主演：坂口健太郎、杏
劇本：丑尾健太郎
- 10月10日 - 12月19日：PICU 兒童加護病房（PICU 小児集中治療室）

主演：吉澤亮
劇本：倉光泰子

#### 2023年
- 1月9日 - 3月20日：女神的教室（女神の教室〜リーガル青春白書〜）

主演：北川景子
劇本：大北遙、神田優
- 4月10日 - 6月19日：風間公親－教場0－（風間公親－教場0－）

主演：木村拓哉
原作：長岡弘樹《教場0 刑事指導官・風間公親》、《教場X 刑事指導官・風間公親》
劇本：君塚良一
- 7月10日 - 9月18日：真夏的灰姑娘（真夏のシンデレラ）

主演：森七菜、間宮祥太朗
劇本：市東沙耶加
- 10月9日 - 12月18日：ONE DAY～平安夜的騷動～（ONE DAY〜聖夜のから騒ぎ〜）

主演：二宮和也、大澤隆夫、中谷美紀
劇本：德永友一

#### 2024年
- 1月8日 - 3月18日：因為你把心給了我（君が心をくれたから）

主演：永野芽郁
劇本：宇山佳佑
- 4月8日 - 6月17日：366日（366日）

主演：廣瀨愛麗絲
劇本：清水友佳子
- 7月1日 - 9月23日：海的開始（海のはじまり）

主演：目黑蓮（Snow Man）
劇本：生方美久
- 10月7日 - 12月16日：解謊偵探少女（嘘解きレトリック）

原作：都戶利津
主演：鈴鹿央士、松本穗香
劇本：武石栞、村田こけし、大口幸子

#### 2025年
- 1月13日 - 3月31日：119緊急呼叫（119エマージェンシーコール）

主演：清野菜名
劇本：橋本夏、小柳啓伍
- 4月14日 - 6月23日：（続・続・最後から二番目の恋）

主演：小泉今日子、中井貴一
劇本：岡田惠和
- 7月7日 - ：明天會是更好的一天（明日はもっと、いい日になる）

主演：福原遙
劇本：谷碧仁

## 平均收視率排行
| 1  | HERO        | 2001年 | 34.3%  |
| 2  | 戀愛世代    | 1997年 | 30.7%  |
| 3  | 長假        | 1996年 | 29.6%  |
| 4  | 一個屋簷下  | 1993年 | 28.2%  |
| 5  | 愛情白皮書  | 1993年 | 27.03% |
| 6  | CHANGE      | 2008年 | 26.72% |
| 7  | 一個屋簷下2 | 1997年 | 26.97% |
| 8  | 難得友情人  | 1992年 | 26.43% |
| 9  | 大和拜金女  | 2000年 | 26.38% |
| 10 | 老師也瘋狂2 | 1989年 | 26.0%  |

## 收視率超過30%的作品
收視率後方的括號內為達到該收視數字的集數。
| 1  | 一個屋簷下   | 1993年 | 37.8%（11）        |
| 2  | HERO         | 2001年 | 36.8%（8、大結局） |
| 3  | 101次求婚    | 1991年 | 36.7%（大結局）    |
| 3  | 長假         | 1996年 | 36.7%（大結局）    |
| 5  | 大和拜金女   | 2000年 | 34.2%（大結局）    |
| 6  | 一個屋簷下2  | 1997年 | 34.1%（大結局）    |
| 7  | 戀愛世代     | 1997年 | 32.5%（9）         |
| 8  | 東京愛情故事 | 1991年 | 32.3%（大結局）    |
| 9  | 難得友情人   | 1992年 | 31.9%（大結局）    |
| 9  | 愛情白皮書   | 1993年 | 31.9%（大結局）    |
| 11 | 老師也瘋狂2  | 1989年 | 31.0%（大結局）    |
| 12 | 東京仙履奇緣 | 1994年 | 30.7%（大結局）    |

## 放送局
注：日本使用JST，台灣使用NST
| 放送對象地域  | 放送局                  | 系列                                         | 放送星期・放送時間                                      | 備注                                                                             |
| ------------- | ----------------------- | -------------------------------------------- | ------------------------------------------------------- | -------------------------------------------------------------------------------- |
| 關東廣域圏    | 富士電視台（CX）        | 富士電視台系列                               | 週一 21:00-21:54                                        | 製作局                                                                           |
| 北海道        | 北海道文化放送（uhb）   | 富士電視台系列                               | 週一 21:00-21:54                                        | 延遲網絡播映                                                                     |
| 岩手縣        | 岩手可愛電視台（mit）   | 富士電視台系列                               | 週一 21:00-21:54                                        | 延遲網絡播映                                                                     |
| 宮城縣        | 仙台放送（OX）          | 富士電視台系列                               | 週一 21:00-21:54                                        | 延遲網絡播映                                                                     |
| 秋田縣        | 秋田電視台（AKT）       | 富士電視台系列                               | 週一 21:00-21:54                                        | 延遲網絡播映                                                                     |
| 山形縣        | 櫻桃電視台（SAY）       | 富士電視台系列                               | 週一 21:00-21:54                                        | 延遲網絡播映                                                                     |
| 福島縣        | 福島電視台（FTV）       | 富士電視台系列                               | 週一 21:00-21:54                                        | 延遲網絡播映                                                                     |
| 新潟縣        | 新潟綜合電視台（NST）   | 富士電視台系列                               | 週一 21:00-21:54                                        | 延遲網絡播映                                                                     |
| 長野縣        | 長野放送（NBS）         | 富士電視台系列                               | 週一 21:00-21:54                                        | 延遲網絡播映                                                                     |
| 靜岡縣        | 靜岡電視台（SUT）       | 富士電視台系列                               | 週一 21:00-21:54                                        | 延遲網絡播映                                                                     |
| 富山縣        | 富山電視台（BBT）       | 富士電視台系列                               | 週一 21:00-21:54                                        | 延遲網絡播映                                                                     |
| 石川縣        | 石川電視台（ITC）       | 富士電視台系列                               | 週一 21:00-21:54                                        | 延遲網絡播映                                                                     |
| 福井縣        | 福井電視台（FTB）       | 富士電視台系列                               | 週一 21:00-21:54                                        | 延遲網絡播映                                                                     |
| 中京廣域圏    | 東海電視台（THK）       | 富士電視台系列                               | 週一 21:00-21:54                                        | 延遲網絡播映                                                                     |
| 近畿廣域圏    | 關西電視台（KTV）       | 富士電視台系列                               | 週一 21:00-21:54                                        | 延遲網絡播映                                                                     |
| 島根縣 鳥取縣 | 山陰中央電視台（TSK）   | 富士電視台系列                               | 週一 21:00-21:54                                        | 延遲網絡播映                                                                     |
| 岡山縣 香川縣 | 岡山放送（OHK）         | 富士電視台系列                               | 週一 21:00-21:54                                        | 延遲網絡播映                                                                     |
| 廣島縣        | 新廣島電視台（TSS）     | 富士電視台系列                               | 週一 21:00-21:54                                        | 延遲網絡播映                                                                     |
| 愛媛縣        | 愛媛電視台（EBC）       | 富士電視台系列                               | 週一 21:00-21:54                                        | 延遲網絡播映                                                                     |
| 高知縣        | 高知SunSun電視台（KSS） | 富士電視台系列                               | 週一 21:00-21:54                                        | 延遲網絡播映                                                                     |
| 福岡縣        | 西日本電視台（TNC）     | 富士電視台系列                               | 週一 21:00-21:54                                        | 延遲網絡播映                                                                     |
| 佐賀縣        | 佐賀電視台（STS）       | 富士電視台系列                               | 週一 21:00-21:54                                        | 延遲網絡播映                                                                     |
| 長崎縣        | 長崎電視台（KTN）       | 富士電視台系列                               | 週一 21:00-21:54                                        | 延遲網絡播映                                                                     |
| 熊本縣        | 熊本電視台（TKU）       | 富士電視台系列                               | 週一 21:00-21:54                                        | 延遲網絡播映                                                                     |
| 鹿兒島縣      | 鹿兒島電視台（KTS）     | 富士電視台系列                               | 週一 21:00-21:54                                        | 延遲網絡播映                                                                     |
| 沖繩縣        | 沖繩電視台（OTV）       | 富士電視台系列                               | 週一 21:00-21:54                                        | 延遲網絡播映                                                                     |
| 大分縣        | 大分電視台（TOS）       | 富士電視台系列 日本電視台系列                | 週一 24:53 - 25:48 （延後3小時53分）                    | 週一21時台為日本電視台「改變生命一分鐘的深度好故事」同時放送。                   |
| 宮崎縣        | 宮崎電視台（UMK）       | 富士電視台系列 日本電視台系列 朝日電視台系列 | 週六 16:30 - 17:25 （延後19日）                         | 因週一21時・22時「週一大型劇場」 （及朝日電視台「週六大型劇場」重播延後2日）放送 |
| 青森縣        | 青森電視台（ATV）       | TBS系列                                      | 平日 13:55 - 14:50 或 14:50 - 15:45 （延後約3個月放送） | 從2008年10月HD放送                                                               |
| 山梨縣        | 山梨電視台（UTY）       | TBS系列                                      | 平日 16:50 - 17:45 （延後數個月放送）                   |                                                                                  |
| 山口縣        | 山口放送（KRY）         | 日本電視台系列                               | 週三 24:53 - 25:54 （延後9日）                          | HD放送。                                                                         |
| 台灣          | 緯來日本台              | 緯來電視網                                   | 週六 22:00 - 22:57 （延後5日）                          | 之前有延後三週或延後一週等情況，目前是延後5日                                    |
| 台灣          | MY 101綜合台            | 中華電信MOD                                  | 週五 22:00 - 23:00 （延後4日）                          | 之前有延後一週的情況。 引進與                                                    |
| 台灣          | WAKUWAKU JAPAN          | 台灣大寬頻                                   | 週六 21:00 - 22:00 週日 21:00 - 22:00 （延後6日）       | 之前有延後一個月的情況。 引進與                                                  |

## 外部連結
- 富士電視台電視連續劇（页面存档备份，存于）
- （日語）
  - 歷年月九連續劇資料（日語）

| 富士電視台 星期一晚間9時    | 富士電視台 星期一晚間9時     | 富士電視台 星期一晚間9時 |
| --------------------------- | ---------------------------- | ------------------------ |
|                             | 富士電視台週一晚間九點連續劇 |                          |
| （1987.02.16 - 1987.03.23） | --                           |                          |